# 拉格機場
拉格機場（英語：Lahug Airport），亦稱為宿霧–拉格機場，以往曾被稱為拉格飛行場（Lahug Airfield），是過去美國遠東軍部隊和菲律賓陸軍航空隊使用的軍用機場，位於菲律賓宿霧市，曾與原奧彭飛行場（Opon Airfield，麥克坦-宿霧國際機場的前身）同為宿霧市區內兩座正常營運的機場。

## 歷史
1940年10月，拉格機場由航空局（Bureau of Aeronautics，現民用航空局）和公共工程局（Bureau of Public Works，公共工程暨公路部的前身之一）興建完工，供菲律賓陸軍航空隊使用，並兼具民用和軍用功能。第二次世界大戰太平洋戰爭期間，拉格機場於1942年4月10日被大日本帝國佔領，並由日本海軍和陸軍航空隊使用，並在之後成為日本軍與美軍的交戰地點，造成約50人死亡。戰後，美軍迅速修復損毀的機場設施。
1946年，美國將菲律賓群島主權交還菲律賓第三共和國，菲律賓獲完全獨立。1947年8月12日，時任菲律賓總統曼努爾·羅哈斯頒布第75號行政命令，將拉格機場重新定位為國家級機場，以加速該國民用航空業的發展，同時由航空局（Bureau of Aeronautics，現民用航空局）接管。菲律賓空軍則在戰時或執行日常任務時可使用拉格機場。
1981年2月19日，教宗若望保祿二世於拉格機場跑道主持宿霧歷史上首次的露天教宗彌撒。

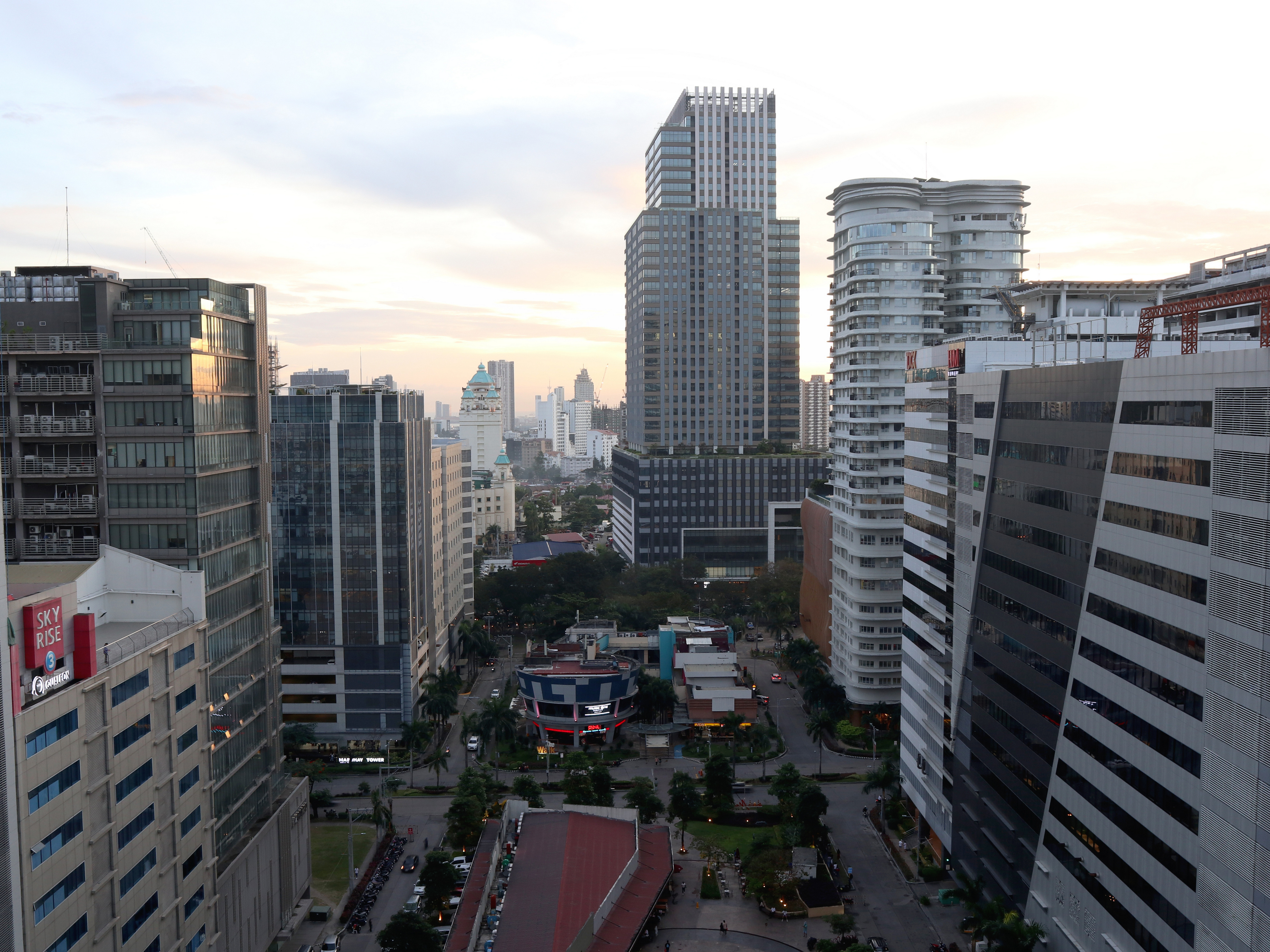
宿霧IT園區

1966年4月27日，麥克坦島上的麥克坦-宿霧國際機場完工啟用，拉格機場隨即暫停營運並關閉。機場原址後轉型開發為宿霧IT園區。

## 事故
1940－1950年代間，拉格機場共發生三次相關事故。其中，時任菲律賓總統拉蒙·麥格塞塞乘坐的一架C-47運輸機「皮納圖博」（Mt. Pinatubo）自機場起飛後，於1957年3月17日凌晨墜毀於曼農加爾山，麥格塞塞和機上24名政府官員全數罹難，僅記者內斯特·馬塔一人生還。